# ルッジェーロ (架空の人物)

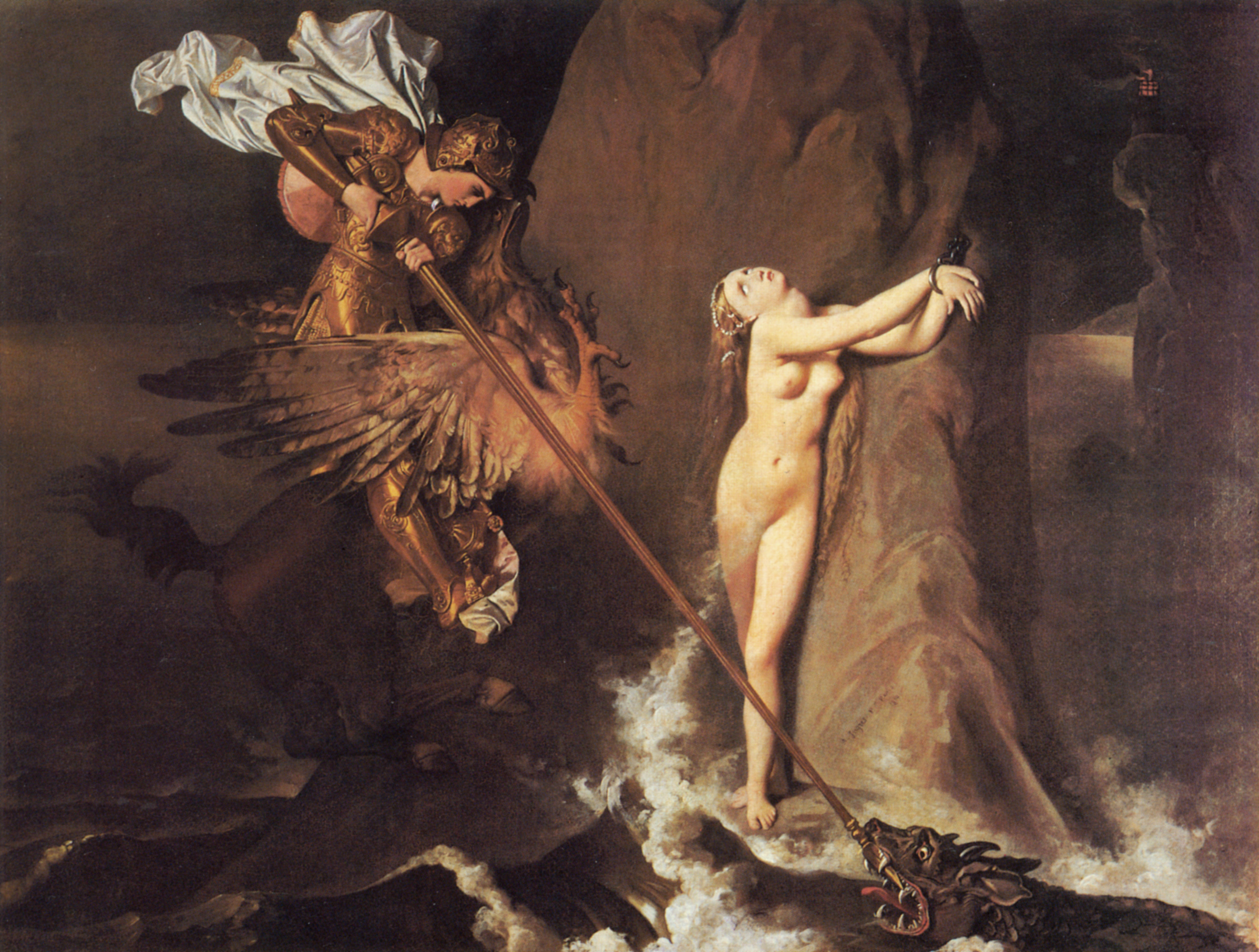
ドミニク・アングル『アンジェリカを救うルッジェーロ』

ルッジェーロ（Ruggero）はイタリアの叙事詩『狂えるオルランド』の登場人物。エステ家の始祖とも言える存在で、オルランドと並び物語の主人公として活躍。未完に終わったマッテーオ・マリーア・ボイアルドの『恋するオルランド』にも登場している。英語ではしばしばロジェロ(英: Rogero)と翻訳される。

## 概要
ヘクトールの子孫であるレッジョ・ディ・カラブリア（Reggio Calabria）の騎士と、アフリカ王アグラマンテの娘との間に生まれる。母が妊娠中、父は陰謀に巻き込まれ殺されてしまったためルッジェーロと双子の妹・マルフィーザは魔法使いのアトランテに扶養された。なお、マルフィーザは7歳のときに生き別れたため（38歌14節）、成人するまであってはいない。
後に、イスラム軍とシャルルマーニュの戦争のさい、出身を知らずに従軍。キリスト教徒と戦うのだが、そこでシャルルマーニュの姪・ブラダマンテと恋に落ちる。しかし、敵同士であること、養父アトランテの執拗な妨害にあうが、最終的にルッジェーロとブラダマンテは結ばれ、彼らの子孫がエステ家となる。これは、やはりヘクトルの血を受け継ぐクレルモン家のブラダマンテとルッジェーロが結ばれ、ヘクトルの血筋が結びつくことでエステ家ができた、という設定にすることでエステ家を賛美するもの。なお、アトランテが必死でルッジェーロの恋愛を邪魔したのは、ルッジェーロがキリスト教の洗礼を受けた場合、裏切りに合い殺される運命を予知していたためである。
物語中、ルッジェーロは様々な冒険をするのだが、魔法を無効化する魔剣ベリサルダが入手した、ヒッポグリフに騎乗し、魔法の盾でオルクと呼ばれる海の怪物を退治する物語が有名（第10歌）。これはヒッポグリフをペガサスに、魔法の盾をゴルゴーンの首に置き換えるとギリシア神話、ペルセウスの冒険とほとんど重なる。ただ、オチは強烈で、せっかく助けた姫がルッジェーロの所持していた魔法の指輪を盗んで逃走するという一種のパロディになっている。なお、オルクの皮が厚すぎて刃物を通さなかったため、ルッジェーロ自身はオルクを殺すことはできていない。
物語はルッジェーロがブルガリアの王となり、ブラダマンテの結婚で幕が下りる。だが、その7年後、マガンツァ家のピナベル、ベルトラルージの殺したという濡れ衣を着せられ、暗殺されてしまう運命にあるが、その仇はブラダマンテ・マルフィーザにより討たれると予言されている（第41歌60節～67節）。

## 後世への影響
また、ルッジェーロが魔女・アルチーナ（『オッデュッセイアー』のキルケーに相当する人物）のもとで飼い殺しにあっていたこと、そしてこれからの脱出の物語はオペラの題材としてよく使われている。例えば、フランチェスカ・カッチーニが『ルッジェーロの救出』（La liberazione di Ruggiero）を、ゲオルク・フリードリヒ・ヘンデルが『アルチーナ』を発表している。